# Фјодор Николајевич Гребењук
Фјодор Николајевич Гребењук (17. фебруар 1913 — 8. јануар 1983) — пуни носилац Ордена славе. Стрелац пластунске стотине 193. пластунског пуковског пука (9. пластунска стрељачка дивизија, 60. армија, 4. украјински фронт), подофицир.

## Биографија

### Ране године
Фјодор Николајевич Гребењук је рођен 17. фебруара 1913. на фарми Балчањски, данас Павловски округ, Краснодарска територија, у породици козака.Стекао је основно образовање а потом завршио курсеве возача трактора. Радио је на машинско-тракторској станици Атамановскаја.

### Учешће у Великом отаџбинском рату
Од 13. септембра 1943. године, у вријеме Великог отаџбинског рата, био је у Црвеној армији. У војсци је од 15. априла 1944, гдје се борио на 1. и 4. украјинском фронту. Учествовао је у одбрани полуострва Таман, у офанзивним операцијама Лвов-Сандомиерз, Висла-Одер, Горње Шлезија, Моравско-Острава и Праг,у ослобађању градова Глупчице, Опава, Острава.

### Подвизи
Током Сандомиерз-Силесиан офанзивне операције, током одбијања непријатељског контранапада у рејону села Петрувка (данас Бус, Пољска) 14. јануара 1945 године, Гребениук је рањен, али није напустио бојиште. Наставио је да пуца, усмртивши 3 немачка војника. Под непријатељском ватром,15. јануара 1945. године, извео је рањеног официра са бојног поља,притом усмртивши 4 њемачка војника.
Наредбом команданта 9. пластунске стрељачке дивизије од 7. фебруара 1945. године, војник Црвене армије Федор Николајевич Гребењук одликован је Орденом славе 3. степена (бр. 249929).
Током горњошлеске офанзивне операције на подручју насеља Схамхаин и Клеин Елгут(Пољска) 17. марта 1945. године, Фјодор Николајевич је, пришавши кући из које се водила ватра,бацио гранате на посаду тешког митраљеза. Команданту пука уручен је Орден Црвене звјезде. Наредбом команданта 60. армије од 30. априла 1945. године, војник Црвене армије Гребењук Федор Николајевич одликован је Орденом славе 2. степена.
Фјодор Николајевич је низао подвиге, како током моравско-остравске офанзивне операције на подручју Тропау (данас Опава,Чешка), 22. априла 1945. године, у ноћној бици, тако и у току даље офанзиве на подручје града Клопин (данас област Шумперк регије Оломоуц, Чешка) 6. маја 1945. када је убио 3 њемачка војника прса у прса.
Наредбом команданта 60. армије од 7. јуна 1945. године, војник Црвене армије Гребењук Фјодор Николајевич одликован је другим Орденом славе,2.степен.

### После рата
У октобру 1945.године је демобилисан. Вратио се кући на фарму Балчањски, гдје је радио као тракториста на фарми. Указом Президијума Врховног совјета ССР од 23. септембра 1969. године, редом за награђивање Гребењук Фјодор Николаевич одликован је Орденом славе 1. степена. Као подофицир у пензији (од 1970) преминуо је 8. јануара 1983.године.

## Одликовања
- Орден Славе првог степена
- Орден Славе другог степена[3]
- Орден Славе трећег степена[4]
- Медаља „У знак сећања на 100. годишњицу рођења Владимира Иљића Лењина“
- Медаља „За победу над Немачком у Великом отаџбинском рату 1941-1945.“ (9. маја 1945.)
- Јубиларна медаља „Двадесет година победе у Великом отаџбинском рату 1941-1945.“ (7. маја 1965.)
- Јубиларна медаља „Тридесет година победе у Великом отаџбинском рату 1941-1945. године.